# Infestissumam
Infestissumam (lat.: Superlativ von am feindlichsten) ist das zweite Studioalbum der schwedischen Heavy-Metal-Band Ghost. Es wurde am 10. April 2013 über  Loma Vista Recordings in Nordamerika, im Rest der Welt über Universal Music Group veröffentlicht. Produziert und gemischt wurde es von Nick Raskulinecz in seinem Studio in Nashville, Tennessee.

## Geschichte

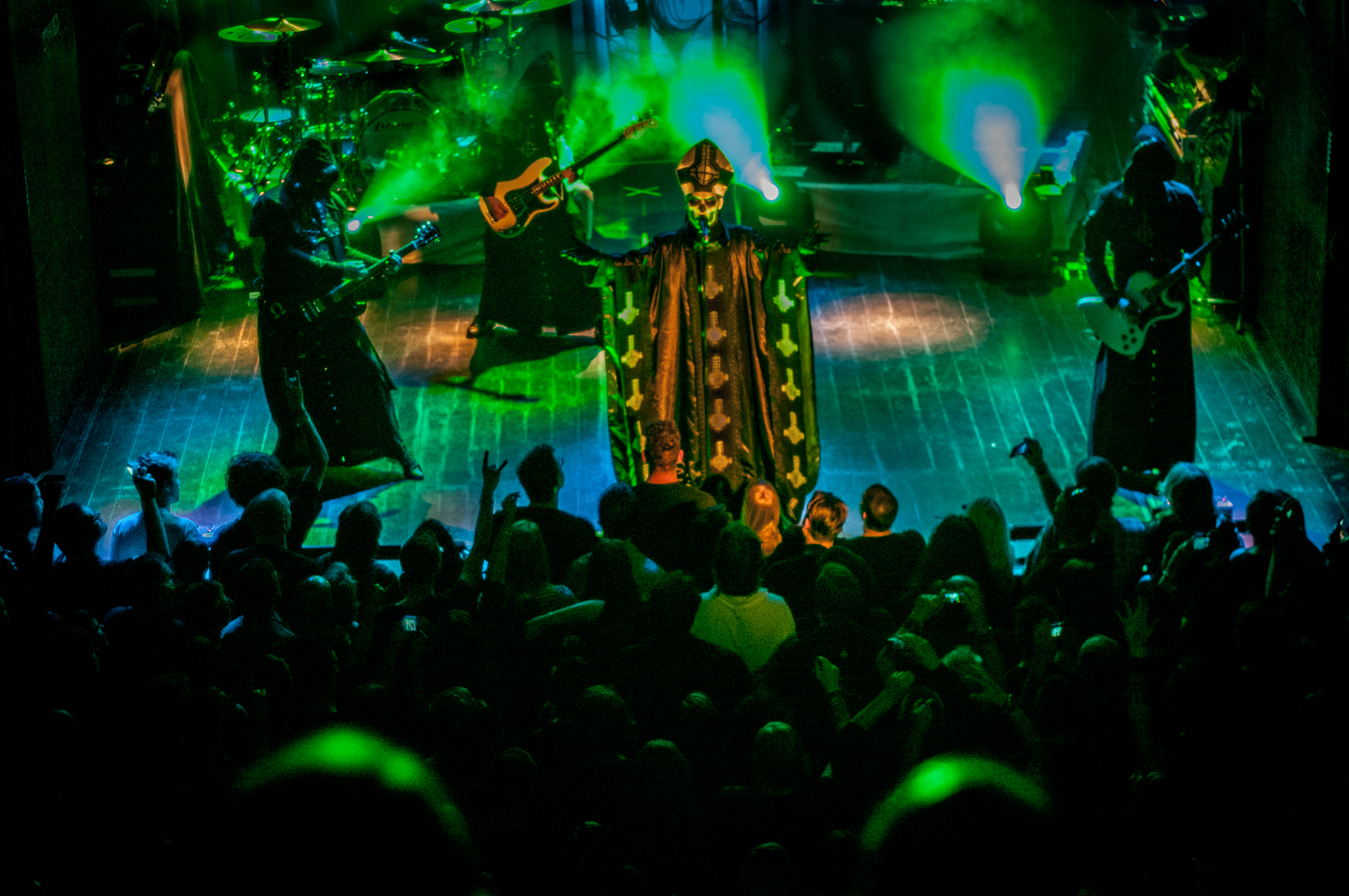
Ghost (2013)

Am 15. Dezember 2012 übergab Papa Emeritus bei einem Konzert im schwedischen Linköping das Gesangsmikrofon an einen (ebenso anonymen) Nachfolger, der sich mit „Io sono Papa Emeritus secondo“ (ital.: „Ich bin Papa Emeritus der II.“) vorstellte. Anschließend spielten Ghost einen neuen Song namens Secular Haze, der am 20. Dezember 2012 über eine offizielle Website von Ghost als erste Single des zweiten Albums als Vorabversion zum Anhören freigeschaltet wurde.

## Allgemeines

### Versionen
Das Album erschien als CD, als Vinyl und MP3-Download. In Nordamerika wurde das Album vom Loma Vista Recordings vertrieben unter dem Bandnamen Ghost B.C. („before Christus“), da es in den USA schon eine andere Band namens Ghost gab und diese ihre Rechte auf dem Namen einforderten. Eine erschienene Deluxe Edition erhielt drei zusätzliche Titel: den Song La Mantra Mori , ein Songcover von I’m a Marionette von der Gruppe ABBA und eine Liveversion von Secular Haze. Das in Japan erschienene Album glich der Deluxe Edition, aber anstatt der Liveversion von Secular Haze befindet sich auf dem Album ein Songcover von Waiting for the Night von Depeche Mode.

### Illustration
Das Cover ist dem Filmplakat des 1984 erschienenen Films Amadeus entlehnt. Papa Emeritus II. breitet seine Arme über den Petersplatz aus. Dort liegt ein Baby auf Stroh. Der Betrachter sieht die Szene von der Kuppel des Petersdoms aus. Im Hintergrund ist eine auf- oder untergehende Sonne und Rom abgebildet. Über Papa Emeritus II. Kopf ist der Name der Band abgebildet.

## Titelliste
| #  | Titel                 | Länge |
| -- | --------------------- | ----- |
| 1  | Infestissumam         | 1:42  |
| 2  | Per Aspera ad Inferi  | 4:09  |
| 3  | Secular Haze          | 5:11  |
| 4  | Jigolo Har Megiddo    | 3:58  |
| 5  | Ghuleh / Zombie Queen | 7:29  |
| 6  | Year Zero             | 5:50  |
| 7  | Body and Blood        | 3:43  |
| 8  | Idolatrine            | 4:24  |
| 9  | Depth of Satan’s Eyes | 5:25  |
| 10 | Monstrance Clock      | 5:53  |

## Infestissumam Redux
Am 20. November 2013 erschien Infestissumam Redux, das neben den regulären zehn Titeln aus dem Album Infestissumam zusätzliche sechs Titel enthält. Darunter befinden sich das Lied La Mantra Mori, eine Liveaufnahme von Secular Haze und Coverversionen der Lieder If You Have Ghosts von Roky Erickson, I'm a Marionette von ABBA, Crucified von Army of Lovers sowie Waiting for the Night von Depeche Mode. Bis auf La Mantra Mori erschienen die anderen fünf Lieder bereits auf der EP If You Have Ghost.
| #  | Titel                 | Länge |
| -- | --------------------- | ----- |
| 11 | La Mantra Mori        | 5:19  |
| 12 | If You Have Ghosts    | 3:34  |
| 13 | I'm a Marionette      | 4:42  |
| 14 | Crucified             | 5:12  |
| 15 | Waiting for the Night | 5:37  |
| 16 | Secular Haze (Live)   | 5:28  |